# Cynorta coronata
Cynorta coronata is een hooiwagen uit de familie Cosmetidae.